# جورج وود (سياسي)
جورج وود هو فلاح وسياسي كندي، ولد في 6 أكتوبر 1888 في برانت في كندا، وتوفي في 1 أغسطس 1966. حزبياً، نشط في الحزب الليبرالي الكندي. وقد انتخب عضو مجلس العموم الكندي.